# 北方葶苈
北方葶苈（学名：Draba borealis），为十字花科葶苈属下的一个植物种。